# Valica
Valica (wł. Valizza) – wieś w Chorwacji, w żupanii istryjskiej, w mieście Umag. W 2011 roku liczyła 237 mieszkańców.